# Albert Torres
Albert Torres (Ciutadella de Menorca, 26 april 1990) is een Spaans wielrenner die anno 2023 uitkomt voor de Spaanse wielerploeg Movistar Team.

## Carrière
Hij vertegenwoordigde zijn land in de Olympische Spelen van 2012 en behaalde samen met Pablo Bernal, Sebastián Mora en David Muntaner de zesde plaats bij de ploegenachtervolging.
Albert Torres behoort sinds 2013 tot de wereldtop in de koppelkoers. Samen met Muntaner werd hij in 2014 wereldkampioen, en in 2015 met Sebastián Mora Europees kampioen koppelkoers. Begin 2016 won hij met Mora te Rotterdam ook zijn eerste zesdaagse. In 2021 eindigde hij samen met Mora als zesde bij de koppelkoers op de Olympische Zomerspelen 2020. Zelf eindigde Torres als tiende op het onderdeel omnium.

## Overwinningen

### Baanwielrennen
| Jaar        | SK                                                                           | EK                                                               | WK                                                 | Overig                                                                  |
| Als junior  | Als junior                                                                   | Als junior                                                       | Als junior                                         | Als junior                                                              |
| ----------- | ---------------------------------------------------------------------------- | ---------------------------------------------------------------- | -------------------------------------------------- | ----------------------------------------------------------------------- |
| 2007        |                                                                              | achtervolging                                                    |                                                    |                                                                         |
| 2008        |                                                                              | puntenkoers                                                      |                                                    |                                                                         |
| Als belofte |                                                                              |                                                                  |                                                    |                                                                         |
| 2009        |                                                                              | scratch                                                          |                                                    |                                                                         |
| 2010        |                                                                              |                                                                  |                                                    |                                                                         |
| 2011        |                                                                              | achtervolging · 8e ploegkoers                                    |                                                    |                                                                         |
| 2012        |                                                                              | achtervolging · ploegkoers · 5e puntenkoers · 10e scratch        |                                                    |                                                                         |
| Als elite   |                                                                              |                                                                  |                                                    |                                                                         |
| 2009        |                                                                              |                                                                  | 8e omnium                                          |                                                                         |
| 2010        | ploegkoers                                                                   |                                                                  | 18e achtervolging                                  |                                                                         |
| 2011        | ploegenachtervolging · ploegkoers                                            | 6e ploegkoers                                                    |                                                    |                                                                         |
| 2012        | ploegenachtervolging · ploegkoers · puntenkoers                              |                                                                  | 5e ploegenachtervolging 5e ploegkoers              | WB Londen: · puntenkoers · Olympische Spelen: · 6e ploegenachtervolging |
| 2013        | ploegenachtervolging · ploegkoers · scratch · 4e puntenkoers                 | ploegkoers                                                       | ploegkoers · 10e scratch                           | WB Aguascalientes: · ploegkoers                                         |
| 2014        | ploegenachtervolging · puntenkoers · achtervolging · ploegkoers · 4e scratch | 5e ploegkoers                                                    | ploegkoers · 5e ploegenachtervolging               | Mallorca: · omnium                                                      |
| 2015        | ploegenachtervolging · ploegkoers · puntenkoers · scratch · 6e achtervolging | ploegkoers                                                       | scratch · 4e ploegkoers · 10e ploegenachtervolging |                                                                         |
| 2016        | achtervolging · scratch · puntenkoers                                        | omnium · ploegkoers                                              | ploegkoers                                         | 6daagse Rotterdam · WB Glasgow: · ploegkoers                            |
| 2017        | achtervolging · ploegkoers · puntenkoers · scratch                           | omnium · 5e ploegkoers                                           | omnium · 7e ploegkoers · 13e ploegenachtervolging  |                                                                         |
| 2018        | scratch · achtervolging · ploegkoers · puntenkoers                           | 4e ploegkoers 7e omnium                                          | ploegkoers · 13e omnium                            |                                                                         |
| 2019        | achtervolging · ploegkoers · puntenkoers · scratch                           | 5e ploegkoers 6e omnium                                          | 4e omnium 5e ploegkoers                            |                                                                         |
| 2020        |                                                                              | ploegkoers · 6e omnium                                           | 10e ploegkoers                                     |                                                                         |
| 2021        |                                                                              |                                                                  |                                                    | Olympische Spelen: 6e ploegkoers 10e omnium                             |
| 2022        |                                                                              | 5e ploegkoers 7e puntenkoers 9e ploegenachtervolging 11e scratch |                                                    |                                                                         |
| 2023        | scratch · puntenkoers · afvalkoers                                           | puntenkoers · 7e scratch · 8e ploegkoers                         | puntenkoers · 8e ploegkoers · 15e scratch          |                                                                         |
| 2024        |                                                                              | 10e ploegkoers 11e omnium                                        |                                                    | Olympische Spelen: 4e omnium 8e ploegkoers                              |

## Resultaten in voornaamste wedstrijden
| Jaar | Ronde van Italië | Ronde van Frankrijk | Ronde van Spanje |
| ---- | ---------------- | ------------------- | ---------------- |
| 2020 | 106e             |                     |                  |
| 2021 | 138e             |                     |                  |
| 2022 |                  | 134e                |                  |
| 2023 | 122e             |                     |                  |
| 2024 | 68e              |                     |                  |
| 2025 | 127e             |                     |                  |

| Jaar | Milaan-San Remo | Gent-Wevelgem | Ronde van Vlaanderen | Parijs-Roubaix |
| ---- | --------------- | ------------- | -------------------- | -------------- |
| 2020 |                 |               |                      |                |
| 2021 | 144e            |               |                      |                |
| 2022 |                 |               |                      | opgave         |
| 2023 |                 |               |                      |                |
| 2024 |                 | 58e           | opgave               |                |
| 2025 |                 |               | opgave               | opgave         |

## Ploegen
- 2020 –  Movistar Team
- 2021 –  Movistar Team
- 2022 –  Movistar Team
- 2023 –  Movistar Team
- 2024 –  Movistar Team
- 2025 –  Movistar Team

Aguirre · Cueto · Elorza · Guzmán · Mancebo · Marte · Milán · Núñez · Rubio · Sarabia · Torres
Alba · Arcas · Betancur (tot 31/08) · Carretero · Cataldo · Cullaigh · Elosegui · Erviti · Hollmann · Jacobs · Jorgenson · E. Mas · L. Mas · Mora · Norsgaard · Oliveira · Pedrero · Prades · Roelandts · Rojas · Rubio · Samitier · Sepúlveda · Soler · Torres · Valverde · Verona · Villella
Alba · Arcas · Carretero · Cataldo · Cullaigh · Elosegui · Erviti · García · González ·  Hollmann · Jacobs · Jorgenson · López (tot 1/10) · E. Mas · L. Mas · Mora · Mühlberger · Norsgaard · Oliveira · Pedrero · Rojas · Rubio · Samitier · Serrano · Soler · Torres · Valverde · Verona · Villella
Aranburu · Arcas · Barta · Elosegui · Erviti · García · González · Hollmann · Izagirre · Jacobs · Jorgenson · Kanter · Lazkano · E. Mas · L. Mas · Mühlberger · Norsgaard · Oliveira · Pedrero · Rangel Costa · Rodríguez · Rojas · Rubio · Samitier · Serrano · Sosa · Torres · Valverde · Verona
Aranburu · Arcas · Barta · Erviti · García · Gaviria · González · Guerreiro · Hollmann · Izagirre · Jacobs · Jorgenson · Kanter · Lazkano · E. Mas · L. Mas · Mühlberger · Norsgaard · Oliveira · Pedrero · Rangel Costa · Rodríguez · Rojas · Romeo · Rubio · Samitier · Serrano · Sosa · Torres · Verona
Aranburu · Arcas · Barrenetxea · Barta · Canal · Cavagna · Cimolai · Formolo · García · Gaviria · Guerreiro · Jacobs · Lazkano · Mas · Milesi · Moro · Mühlberger · Norsgaard · Oliveira · Pedrero · Quintana · Rangel Costa (tot 19/8) · Romeo · Romo · Rubio · Samitier · Serrano · Sosa · Torres